# Alberto Perino
Alberto Perino (Bussoleno, 21 marzo 1946 – Condove, 3 ottobre 2024) è stato un attivista italiano.
Lavorò come impiegato di banca e, dal 1974, fu anche sindacalista della CISL, organizzazione per la quale ha rivestito un ruolo dirigenziale, essendo stato segretario generale dei bancari fino al 1982.
Fu considerato dall'opinione pubblica, dai mass-media e dai magistrati uno dei leader storici del movimento No TAV (a base locale ma dai collegamenti nazionali ed internazionali), che dal 1989 si oppone alla costruzione della linea ad Alta Velocità in Val di Susa.
La sua popolarità ha oltrepassato la dimensione locale tanto che il suo nome è comparso anche nel primo scrutinio per l'elezione del Presidente della Repubblica italiana nel gennaio 2015.

## Biografia

### L'approccio alla nonviolenza
Ispirato dagli insegnamenti di Gandhi e, riferendosi in particolare al famoso detto, pensa globalmente, agisci localmente, aderì fin da giovane all'antimilitarismo e agli ideali nonviolenti: nel 1970 fu tra gli animatori, assieme all'operaio condovese Achille Croce e al direttore del mensile “Dialogo in valle” don Giuseppe Viglongo, del Gruppo Valsusino di Azione Nonviolenta (GVAN) che diventò popolare in Valsusa tra studenti, operai e sacerdoti. Le loro iniziative andavano dal rimboschimento delle montagne all'aiuto ai poveri, dal restauro del monumento ai caduti di Condove alle marce per la pace.
Nel settembre 1970 il GVAN convinse gli operai delle Officine Moncenisio a votare una mozione, praticamente all'unanimità, con cui gli 805 operai si rifiutavano di produrre armi. L'iniziativa suscitò la solidarietà da parte di persone e movimenti in varie parti del mondo e stimolò altri lavoratori ad affrontare la questione della produzione di armi e della riconversione dell'industria bellica.
Negli anni '70 Perino partecipò con altri attivisti del Movimento Internazionale di Riconciliazione e del Movimento nonviolento alle lotte per il riconoscimento dell'obiezione di coscienza al servizio militare; in seguito ad alcune manifestazioni per le vie del centro di Torino con cartelli che recavano scritte in favore degli obiettori (il 13 marzo 1971 Perino si era appeso al collo un cartello con la scritta “ho fatto il militare e me ne vergogno”), fu denunciato insieme ai pacifisti Domenico Sereno Regis, Giovanni Salio, Giuseppe Marasso ed altri. Il processo nei loro confronti, per vilipendio alle Forze Armate e alla bandiera nazionale ed istigazione dei militari a disobbedire alle leggi iniziò il 17 ottobre 1972 e riscosse una discreta eco perché in Parlamento si stava discutendo la legge che regolamenterà l'obiezione di coscienza. Gli imputati furono difesi dagli avvocati torinesi Giampaolo Zancan, Maria Magnani Noya, Bianca Guidetti Serra, Fulvio Gianaria e Bruno Segre. Nonostante la promulgazione della legge 772/72 che riconosceva l'obiezione di coscienza al servizio militare, la Corte d'Assise di Torino nel settembre 1975 condannò, con pene dai sei ai nove mesi di carcere, sette dei nove pacifisti. Perino fu condannato a 8 mesi e 5 giorni di carcere (i cinque giorni per l'aggravante di aver fatto il militare), poi seguì la piena assoluzione per tutti in Corte d'Assise d'appello.
Il 21 settembre 1971 Alberto Perino, Achille Croce e altri tre attivisti del GVAN rispedirono pubblicamente il loro congedo al distretto militare “per coerenza verso le nostre idee e la nostra coscienza e di lealtà nei confronti delle autorità militari“ sottolineando il loro “ripudio totale dell'idea della violenza“ quale obiezione di coscienza per il futuro.
Il 9 aprile 1972 sempre con Achille Croce ed altri giovani del GVAN fu arrestato durante un'invasione del campo di tiro al piccione di Orbassano per protestare contro l'uccisione indiscriminata dei volatili. Vennero rilasciati dopo l'intervento dell'avvocato Bruno Segre.

### La disobbedienza civile contro l'Alta Velocità Torino-Lione
Alberto Perino iniziò ad occuparsi di alta velocità ferroviaria in Valle Susa nel 1989, per la quale decise consapevolmente di proporre ed attuare numerosi metodi di disobbedienza civile.
Frequentò, dal dicembre 1991, il Comitato Habitat Valsusa fondato da Claudio Giorno e altri, che organizzò, nel 1993, il primo convegno universitario al Politecnico di Torino dedicato al TAV; poi, quando nacque, con un'assemblea consiliare il 18 luglio 1992 a Bussoleno, il Comitato No TAV, aderì al movimento.
Nel 2005 fu uno degli organizzatori del presidio di Venaus, dove avrebbero dovuto iniziare i lavori per il tunnel geognostico. Nella notte tra il 5 e il 6 dicembre 2005 le forze dell'ordine fecero irruzione nel presidio per porre fine all'occupazione dei terreni su cui doveva essere allestito il cantiere. Una ventina di manifestanti furono feriti. In seguito alla manifestazione di protesta contro lo sgombero, istituita dal movimento l'8 dicembre e formata da circa 30.000 persone, fu costruito un nuovo presidio, situato di fronte al precedente, utilizzato come osservatorio nel caso fossero iniziati dei lavori. In seguito a questi fatti il Governo abbandonò il progetto del 2003, proponendo un tracciato diverso della linea, e costituì un Osservatorio Tecnico per favorire il dialogo con i cittadini e le istituzioni locali.
Nonostante le aperture del mondo della politica, l'Osservatorio sull'opera non è mai stato riconosciuto come interlocutore da Alberto Perino, che arrivò a definirlo "una combriccola di faccendieri" perché luogo di discussione su come costruire la linea ferroviaria e non se costruirla.
Nel 2008 con altre 1400 persone Perino acquistò circa 1.000 metri quadri di terreni adiacenti all'area del nuovo cantiere, nei pressi di Chiomonte allo scopo di ostacolare i lavori di realizzazione dell'opera.
Dall'11 al 22 gennaio 2010, con circa 400 persone, occupò pacificamente un'area dell'autoporto di Susa dove avrebbero dovuto partire i primi lavori di carotaggio. Gli attivisti si rifiutarono di andarsene invocando la “resistenza passiva” e impedendo l'apertura del cantiere di Susa e per questa iniziativa alcuni di essi dovettero affrontare un lungo iter giudiziario.
Nel febbraio 2012 Perino occupò con altri l'Autostrada A32 che passa nei pressi del cantiere. Durante lo sgombero, in una carica della polizia, si ruppe un polso.
Numerose sono state inoltre le manifestazioni e le marce di protesta, in valle e in diverse città capoluogo, che lo hanno visto tra i partecipanti.
Pur nutrendo una profonda sfiducia per i partiti politici tradizionali, è sempre stato consapevole della necessità di un collegamento con la politica istituzionale nazionale ed europea, almeno con i partiti o con i politici che erano contrari alla costruzione della nuova linea ferroviaria: ha quindi portato più volte le istanze del movimento No TAV all'attenzione di alcuni di essi tra i quali i Verdi, Rifondazione Comunista, il Movimento 5 Stelle e Sinistra Ecologia e Libertà. Con Beppe Grillo, leader del Movimento 5 Stelle, ha costruito un rapporto solidale nel tempo che ha portato quest'ultimo a nominarlo Person of the Year 2011 sul suo sito. In seguito, ha dato a Grillo del traditore, provocando una reazione poco serena nell'ex-comico genovese.
Per le sue attività di contrasto ai cantieri è stato più volte minacciato, attraverso lettere minatorie e piccoli attentati.

### I processi e le controversie
Perino applicò per anni la disobbedienza civile nelle lotte in cui era impegnato. Il presupposto su quale si basa la disobbedienza, teorizzata dal Mahatma Gandhi, è che di fronte ad una legge che contrasta palesemente con la propria coscienza (sia essa religiosa o laica) su questioni etiche di fondamentale importanza, che mettano in gioco aspetti di vita o di morte, è dovere delle persone rifiutare di seguirla, subendone piuttosto le conseguenze che la legge prevede, e di impegnarsi per ottenere una legge migliore.
La scelta di assumere su di sé le conseguenze ebbe come effetto il coinvolgimento diretto in diversi procedimenti civili e penali.
Alcuni ritennero che negli anni la sua condotta si fosse radicalizzata in modo tale da averlo allontanato dal percorso rigorosamente nonviolento. Perino definì “legittimi” i sabotaggi: “il sabotaggio, se non colpisce le persone (o meglio, se non colpisce alcun essere vivente), è una pratica assolutamente legittima e non violenta”.

### Morte
Malato da tempo, Perino è morto il 3 ottobre 2024. Fino all'ultimo aveva portato avanti le sue lotte.